# Evita (musical)
Evita es una ópera rock con música de Andrew Lloyd Webber y letras de Tim Rice, basada libremente en la vida de Eva Perón, líder política argentina y segunda esposa del presidente Juan Domingo Perón. La obra ofrece una mirada crítica al personaje de Eva, desde sus orígenes humildes hasta su ascenso al poder y prematura muerte a la edad de treinta y tres años.
Surgido primero como álbum conceptual, el espectáculo debutó en 1978 en el West End y un año después llegó a Broadway, obteniendo numerosos premios entre los que se incluyen el Olivier y el Tony al mejor musical. En 1996 fue llevado a la gran pantalla bajo la dirección de Alan Parker, con Madonna, Antonio Banderas y Jonathan Pryce en los papeles protagonistas.

## Álbum conceptual
Tal y como había ocurrido con Jesus Christ Superstar, Andrew Lloyd Webber y Tim Rice decidieron lanzar un álbum conceptual de Evita antes de su estreno sobre los escenarios. El disco fue publicado por MCA Records en 1976 y contó con las voces de Julie Covington (Eva), Colm Wilkinson (Che), Paul Jones (Perón), Tony Christie (Magaldi) y Barbara Dickson (Amante de Perón).
La grabación de Evita fue un éxito de ventas en Reino Unido y en multitud de países, superando las cifras obtenidas por Jesus Christ Superstar, si bien en Estados Unidos la acogida resultó algo más tibia. Las canciones «Don't Cry for Me Argentina» (interpretada por Julie Covington) y «Another Suitcase in Another Hall» (interpretada por Barbara Dickson) fueron extraídas como sencillos y alcanzaron respectivamente los puestos #1 y #18 en la lista británica de singles. 

## Producciones

### West End
1978
Evita tuvo su première mundial el 21 de junio de 1978 en el Prince Edward Theatre del West End londinense, donde se representó con gran éxito hasta el 8 de febrero de 1986, realizando un total de 3 176 funciones. Producido por Robert Stigwood en asociación con David Land, el montaje reunió a un equipo creativo formado por Harold Prince en la dirección, Larry Fuller en la coreografía, Timothy O'Brien y Tazeena Firth en el diseño de escenografía y vestuario, David Hersey en el diseño de iluminación, Abe Jacob en el diseño de sonido y Anthony Bowles en la dirección musical. El reparto original estuvo liderado por Elaine Paige como Eva, David Essex como Che, Joss Ackland como Perón, Mark Ryan como Magaldi y Siobhán McCarthy como amante de Perón.
A pesar de que Evita fue recibido con críticas divididas, en la edición de 1978 de los Olivier (entonces conocidos como los Society of West End Theatre Awards), logró alzarse con los premios al mejor musical nuevo y a la mejor intérprete (Elaine Paige).
2006
Veinte años después del cierre del montaje original, Evita regresó a la cartelera londinense con una nueva puesta en escena que pudo verse en el Adelphi Theatre del West End entre el 21 de junio de 2006 y el 26 de mayo de 2007. Dirigida por Michael Grandage y protagonizada por Elena Roger como Eva, Matt Rawle como Che, Philip Quast como Perón, Gary Milner como Magaldi, Lorna Want como amante de Perón y Abbie Osmon como alternante de Eva, esta versión de Evita incluyó la canción escrita para la adaptación cinematográfica de 1996, «You Must Love Me», que por primera vez fue incorporada a una producción en lengua inglesa. La influencia de la película también se notó en el personaje del Che, que se desvinculó del revolucionario Ernesto Guevara y pasó a ser un hombre cualquiera crítico con la figura de Eva Perón.
2014
Un montaje dirigido por Bob Tomson y Bill Kenwright recorrió Reino Unido e Irlanda en la temporada 2013/2014, finalizando con una estancia limitada en el Dominion Theatre del West End entre el 22 de septiembre y el 1 de noviembre de 2014. Madalena Alberto como Eva, Marti Pellow como Che, Matthew Cammelle como Perón, Ben Forster como Magaldi y Sarah McNicholas como amante de Perón encabezaron el elenco en esta ocasión.
2017
Entre el 28 de julio y el 14 de octubre de 2017, la producción de Bob Tomson y Bill Kenwright regresó a Londres como parte de una nueva gira que había comenzado en enero de ese mismo año. Las funciones fueron en el Phoenix Theatre del West End, con Emma Hatton como Eva, Gian Marco Schiaretti como Che, Kevin Stephen-Jones como Perón, Oscar Balmaseda como Magaldi y Sarah O'Connor como amante de Perón.
2025
Jamie Lloyd dirigió una puesta en escena que pudo verse en el London Palladium del West End entre el 1 de julio y el 6 de septiembre de 2025, protagonizada por Rachel Zegler como Eva, Diego Andres Rodriguez como Che, James Olivas como Perón, Aaron Lee Lambert como Magaldi y Bella Brown como amante de Perón. Esta propuesta se caracterizó por utilizar el balcón exterior del London Palladium para que Zegler cantase «Don't Cry for Me Argentina» frente al público de la calle, mientras su actuación era proyectada en una gran pantalla dentro del teatro.

### Broadway
1979
Antes de su llegada a Broadway, Evita se representó a modo de prueba en el Dorothy Chandler Pavilion de Los Ángeles y en el Orpheum Theatre de San Francisco entre mayo y agosto de 1979. El estreno oficial neoyorquino tuvo lugar el 25 de septiembre de 1979 en el Broadway Theatre, con un reparto liderado por Patti LuPone como Eva, Mandy Patinkin como Che, Bob Gunton como Perón, Mark Syers como Magaldi, Jane Ohringer como amante de Perón y Terri Klausner como alternante de Eva. En un principio la intención era que Elaine Paige, la Eva original del West End, repitiese su papel en Broadway, pero el sindicato de actores se opuso a que una actriz británica encabezase la compañía.
Al igual que en Londres, el montaje fue producido por Robert Stigwood en asociación con David Land, y contó con dirección de Harold Prince, coreografía de Larry Fuller, diseño de escenografía y vestuario de Timothy O'Brien y Tazeena Firth, diseño de iluminación de David Hersey y diseño de sonido de Abe Jacob. La dirección musical recayó en Rene Wiegert.
La crítica especializada acogió la obra con opiniones divididas, pero esto no impidió que en la edición de 1980 de los premios Tony Evita se impusiese en siete categorías, incluyendo mejor musical y mejor actriz principal (Patti LuPone).
Después de una andadura de casi cuatro años, la producción dijo adiós el 26 de junio de 1983, con un total de 1 567 funciones regulares y 17 previas realizadas.
2012
El primer revival neoyorquino debutó el 5 de abril de 2012 en el Marquis Theatre de Broadway, protagonizado por Elena Roger como Eva, Ricky Martin como Che, Michael Cerveris como Perón, Max von Essen como Magaldi, Rachel Potter como amante de Perón y Christina DeCicco como alternante de Eva. Este montaje, que se basó en la reposición londinense de 2006, fue dirigido por Michael Grandage y coreografiado por Rob Ashford. También formaron parte del equipo creativo Christopher Oram en el diseño de escenografía y vestuario, Neil Austin en el diseño de iluminación, Mick Potter en el diseño de sonido y Kristen Blodgette en la dirección musical.
Aunque en un principio estaba previsto continuar con un nuevo trío de intérpretes una vez terminado el contrato de Elena Roger, Ricky Martin y Michael Cerveris, finalmente la idea fue desestimada y la producción echó el cierre el 26 de enero de 2013, después de 337 funciones regulares y 26 previas.

### España
1980
La première mundial en idioma español tuvo lugar el 23 de diciembre de 1980 en el Teatro Monumental de Madrid, siendo España el primer país de habla no inglesa en estrenar Evita. Dirigido por Jaime Azpilicueta, quien cinco años antes ya había estado al frente de Jesucristo Superstar, el espectáculo contó con coreografía de Alain Louafi, diseño de escenografía y vestuario de José Ramón de Aguirre, diseño de iluminación de David Hersey, diseño de sonido de Autograph Sound y adaptación al castellano de Nacho Artime y el propio Azpilicueta. La dirección musical recayó en Juan José García Caffi, quien también reorquestó por completo la partitura e introdujo instrumentos típicos de Argentina como el bandoneón. El elenco original estuvo liderado por Paloma San Basilio como Eva, Patxi Andión como Che, Julio Catania como Perón, Tony Landa como Magaldi, Montserrat Vega como amante de Perón y Mia Patterson como alternante de Eva.
Evita tuvo una acogida sin precedentes en España y supuso la consagración definitiva de la carrera de Paloma San Basilio. Después de dos temporadas de éxito, el musical se despidió de Madrid el 10 de julio de 1982 y a continuación fue transferido al Teatre Tívoli de Barcelona, donde pudo verse entre el 22 de diciembre de 1982 y el 24 de abril de 1983. Una vez finalizada su estancia en la Ciudad Condal, la obra se embarcó en una gira por América Latina que arrancó el 21 de junio de 1983 en el Teatro Bellas Artes de San Juan, Puerto Rico, y durante seis meses recorrió países como Colombia, Venezuela, Ecuador, Estados Unidos, Perú o Chile.
2015
En verano de 2015, Evita regresó a escenarios españoles con un montaje producido por el Cabildo de Tenerife y dirigido de nuevo por Jaime Azpilicueta. Inma Mira como Eva, Jadel como Che, Fran León como Perón, Árgel Campos como Magaldi y Míriam Reyes como amante de Perón fueron los protagonistas de esta versión, que se representó primero en el Auditorio de Tenerife entre el 4 y el 7 de julio de 2015, y posteriormente también visitó las islas de La Palma, Fuerteventura y Gran Canaria. Otros profesionales involucrados en el equipo artístico fueron Ezequiel Dibelo en la coreografía, Carlos Sáenz en el diseño de escenografía, Leo Martínez en el diseño de vestuario, Miguel Ponce en el diseño de iluminación, Carlos Mas en el diseño de sonido y Julio Awad en la dirección musical. La adaptación al castellano fue la misma que la de la producción de 1980, realizada por Nacho Artime y Jaime Azpilicueta, aunque con algunas variaciones. Además, por primera vez en idioma español, se incluyó el tema compuesto para la película de 1996, «You Must Love Me».
Tras su andadura en el archipiélago canario, el espectáculo también pudo verse en el Nuevo Teatro Alcalá de Madrid entre el 22 de septiembre y el 26 de octubre de 2016.

### México
1981
En México debutó el 26 de junio de 1981 en el Teatro Ferrocarrilero de Ciudad de México y se mantuvo en cartel durante más de un año. Protagonizada por Valeria Lynch y Rocío Banquells como Eva, Jaime Garza y Javier Díaz Dueñas como Che, Jorge Pais como Perón, César Millán como Magaldi y Carmen Delgado como amante de Perón, la versión mexicana contó con dirección de Harold Prince, coreografía de Ken Urmston, dirección musical de Jorge Neri y adaptación al español de Robert W. Lerner y Marco Villafán.
1997
La actriz Rocío Banquells volvió a ponerse en la piel de Eva en un nuevo montaje que se estrenó el 18 de diciembre de 1997 en el Teatro Silvia Pinal de Ciudad de México. Sin embargo, este revival tuvo que echar el cierre prematuramente debido a diversos problemas legales que desembocaron en una acusación por fraude contra la propia Rocío Banquells, productora del espectáculo junto a Jorge Berlanga y Mario Palacios.
Además de Rocío Banquells como Eva, el reparto principal también incluyó a Luis Gatica como Che, José Lavat como Perón, Sergio Acosta como Magaldi y Perla Aguilar como amante de Perón. El equipo creativo estuvo formado por Larry Fuller en la dirección y coreografía, Chris Nass en el diseño de escenografía, Nuria Marroquí en el diseño de vestuario, Richard Winckler en el diseño de iluminación, Abe Jacob en el diseño de sonido, Jorge Neri en la dirección musical y Marco Villafán en la adaptación al español.

### Otras producciones
Evita se ha representado en países como Alemania, Australia, Austria, Bélgica, Brasil, Canadá, Chile, Colombia, Corea del Sur, Dinamarca, Ecuador, España, Estados Unidos, Estonia, Filipinas, Finlandia, Francia, Grecia, Hungría, Irlanda, Islandia, Israel, Italia, Japón, México, Noruega, Nueva Zelanda, Países Bajos, Panamá, Perú, Polonia, Puerto Rico, Reino Unido, República Checa, Singapur, Sudáfrica, Suecia, Suiza, Turquía o Venezuela, y ha sido traducido a multitud de idiomas.
La première brasileña tuvo lugar el 12 de enero de 1983 en el Teatro João Caetano de Río de Janeiro, siendo la segunda vez que el espectáculo pudo verse en Latinoamérica. Cláudya como Eva, Carlos Augusto Strazzer como Che, Mauro Mendonça como Perón, Hildon Prado como Magaldi y Sylvia Massari como amante de Perón encabezaron el elenco de esta producción, que posteriormente también realizó temporada en el Teatro Palace de São Paulo.
En Reino Unido ha salido de gira en varias ocasiones. El primer tour nacional arrancó el 29 de abril de 1986 en la Opera House de Mánchester, con Kathryn Evans como Eva, Jimmy Kean como Che, Michael Bauer como Perón, Robert Farrant como Magaldi, Marsha Bland como amante de Perón y Ria Jones como alternante de Eva.
Entre el 8 de agosto y el 21 de septiembre de 2019, un montaje al aire libre se representó en el Regent's Park Open Air Theatre de Londres, dirigido por Jamie Lloyd y protagonizado por Samantha Pauly como Eva, Trent Saunders como Che, Ektor Rivera como Perón, Adam Pearce como Magaldi y Frances Mayli McCann como amante de Perón.

## Adaptación cinematográfica
Desde su estreno sobre los escenarios, hubo varios intentos de llevar Evita a la gran pantalla con cineastas como Oliver Stone o Ken Russell, pero ninguno de ellos consiguió sacar adelante el proyecto. Finalmente la película vio la luz en 1996, bajo la dirección de Alan Parker y protagonizada por Madonna como Eva, Antonio Banderas como Che, Jonathan Pryce como Perón, Jimmy Nail como Magaldi y Andrea Corr como amante de Perón. El tema «You Must Love Me», escrito expresamente para la versión cinematográfica, obtuvo el Óscar y el Globo de Oro a la mejor canción original. Además, en esa misma edición de los Globos de Oro, Evita también fue reconocida en las categorías de mejor película y mejor actriz en comedia o musical (Madonna).

## Personajes
| Personaje       | Voz          | Descripción |
| Eva             | Mezzosoprano | Una ambiciosa joven de origen humilde que utiliza su carisma para ascender socialmente. |
| Che             | Tenor        | Un activista político que actúa como narrador de la historia y sirve de contrapunto crítico al personaje de Eva. En algunas producciones adopta la identidad del revolucionario Ernesto Guevara, mientras que en otras se le retrata como un hombre corriente. |
| Perón           | Barítono     | Un coronel del ejército que es elegido presidente de la Nación Argentina. |
| Magaldi         | Tenor        | Un cantante de tango, el primer hombre al que Eva utiliza en su escalada al poder. |
| Amante de Perón | Mezzosoprano | La joven amante de Perón. |

## Números musicales
| Acto I                                                      |                                                |                                                |
| Título original                                             | Título en España                               | Título en México                               |
| «A Cinema in Buenos Aires, 26 July 1952»                    | «Un cine en Buenos Aires, 26 de julio de 1952» | «Un cine en Buenos Aires, 26 de julio de 1952» |
| «Requiem for Evita»                                         | «Réquiem por Evita»                            | «Réquiem por Evita»                            |
| «Oh What a Circus»                                          | «Oh qué gran circo»                            | «Oh qué gran circo»                            |
| «On This Night of a Thousand Stars»                         | «Bajo el cielo del arrabal»                    | «Esta noche verás brillar mil estrellas»       |
| «Eva and Magaldi»/«Eva Beware of the City»                  | «Eva y Magaldi»/«Eva cuidado con la ciudad»    | «Eva y Magaldi»/«En la ciudad ten cuidado»     |
| «Buenos Aires»                                              | «Buenos Aires»                                 | «Buenos Aires»                                 |
| «Goodnight and Thank You»                                   | «Adiós y gracias»                              | «Muy buenas noches y gracias»                  |
| «The Art of the Possible»                                   | «El arte de hacer política»                    | «El arte político»                             |
| «Charity Concert»                                           | «Concierto de caridad»                         | «Concierto de caridad»                         |
| «I'd Be Surprisingly Good for You»                          | «Nunca sabrás cuánto haré por ti»              | «Soy la mujer que soñó tener»                  |
| «Another Suitcase in Another Hall»                          | «Otra maleta en otro portal»                   | «Otra maleta en otro lugar»                    |
| «Peron's Latest Flame»                                      | «El último amor de Perón»                      | «Perón y su amor»                              |
| «A New Argentina»                                           | «La nueva Argentina»                           | «La nueva Argentina»                           |
| Acto II                                                     |                                                |                                                |
| Título original                                             | Título en España                               | Título en México                               |
| «On the Balcony of the Casa Rosada»                         | «En el balcón de la Casa Rosada»               | «En el balcón de la Casa Rosada»               |
| «Don't Cry for Me Argentina»                                | «No llores por mí Argentina»                   | «No llores por mí Argentina»                   |
| «High Flying, Adored»                                       | «Ya están a tus pies»                          | «Soberbia deidad»                              |
| «Rainbow High»                                              | «Talismán»                                     | «Saldrá en arco iris hoy»                      |
| «Rainbow Tour»                                              | «Tourné del arco iris»                         | «El arco iris va viajando»                     |
| «The Actress Hasn't Learned the Lines (You'd Like to Hear)» | «La actriz no aprenderá vuestro papel»         | «El teatro que querían (no lo hará la actriz)» |
| «And the Money Kept Rolling In (And Out)»                   | «La plata viene (y se va)»                     | «Y el dinero rodando entró (y salió)»          |
| «Santa Evita»                                               | «Santa Evita»                                  | «Santa Evita»                                  |
| «Waltz for Eva and Che»                                     | «Vals para Eva y Che»                          | «Vals para Eva y Che»                          |
| «You Must Love Me»                                          | «Adórame»                                      |                                                |
| «She Is a Diamond»                                          | «Ella es un diamante»                          | «Ella es un diamante»                          |
| «Dice Are Rolling»                                          | «Los dados están rodando»                      | «Sigue el juego presidencial»                  |
| «Eva's Final Broadcast»                                     | «El último mensaje de Eva»                     | «El último anuncio de Eva»                     |
| «Montage»                                                   | «Montaje»                                      | «Montaje»                                      |
| «Lament»                                                    | «Lamento»                                      | «Lamento»                                      |

## Análisis de la música
La partitura de Evita abarca un rango muy ecléctico de géneros musicales que van del clásico («Requiem for Evita», «Don't Cry for Me Argentina», «Lament») a los ritmos latinos («On This Night of a Thousand Stars», «Buenos Aires», «And the Money Kept Rolling In (And Out)»), pasando por la balada pop («Another Suitcase in Another Hall», «High Flying, Adored») y el rock («Oh What a Circus», «Perón's Latest Flame»).
El tema más emblemático del espectáculo es «Don't Cry for Me Argentina», con el que Eva se dirige al pueblo argentino después de que Perón haya ganado las elecciones presidenciales. La canción es interpretada al principio del segundo acto, durante la icónica escena en el balcón de la Casa Rosada, aunque su melodía también puede escucharse en otros pasajes de la obra como «Oh What a Circus» o «Eva's Final Broadcast».
El álbum conceptual de 1976 incluye un número musical titulado «The Lady's Got Potential» en el que el personaje del Che explica el ascenso al poder de Perón mientras Eva continúa escalando socialmente. Sin embargo, cuando el espectáculo dio el salto a los escenarios, «The Lady's Got Potential» fue reemplazado por «The Art of the Possible». Años después, la adaptación cinematográfica de 1996 recuperó la canción, si bien la letra sufrió importantes cambios para dibujar mejor el contexto histórico de la época.
«You Must Love Me» fue escrita expresamente para la película y desde entonces ha sido incorporada a numerosas producciones, como es el caso de los últimos revivals de Londres y Broadway. Aunque en el filme «You Must Love Me» es interpretada justo antes de «Eva's Final Broadcast», en las versiones teatrales suelen emplazarse a continuación de «Waltz for Eva and Che».

## Rigor histórico
Evita está influenciado en gran medida por el libro The Woman with the Whip de Mary Main, una biografía de fuerte carácter antiperonista editada en 1952. Tras el estreno del espectáculo, Nicholas Fraser y Marysa Navarro publicaron una nueva biografía con un enfoque más neutral titulada Evita: The Real Life of Eva Perón, en la que se desmienten muchos de los hechos reflejados en las letras de Tim Rice. Por ejemplo, Eva no utilizó a Agustín Magaldi para trasladarse a Buenos Aires, sino que llegó a la ciudad acompañada de su madre, Juana Ibarguren, con la intención de convertirse en actriz. Otro aspecto cuestionado por algunos críticos es la excesiva hostilidad del musical hacia Eva, especialmente en lo que respecta a su labor caritativa.
El personaje del Che está basado en la figura de Ernesto Guevara, una licencia de los autores puesto que el revolucionario argentino-cubano no tuvo ningún vínculo con Eva Perón. Aunque desde la película de Alan Parker se le suele retratar como un hombre cualquiera, en las primeras producciones aparecía ataviado con su inconfundible indumentaria e incluso en la canción «The Lady's Got Potential», presente solo en el álbum conceptual, se mencionan detalles específicos de su biografía. El Che actúa como narrador de la historia y sirve de contrapunto crítico al fervor que despierta Eva entre los peronistas.
Como respuesta a la adaptación cinematográfica de 1996, ese mismo año se estrenó una película argentina titulada Eva Perón: La verdadera historia, que pretende ofrecer una visión más realista de los hechos.

## Repartos originales
| Personaje       | Álbum (1976)    | West End (1978)  | Broadway (1979) | West End (2006) | Broadway (2012)  | West End (2014)  | West End (2017)       | West End (2025)        |
| Eva             | Julie Covington | Elaine Paige     | Patti LuPone    | Elena Roger     | Elena Roger      | Madalena Alberto | Emma Hatton           | Rachel Zegler          |
| Che             | Colm Wilkinson  | David Essex      | Mandy Patinkin  | Matt Rawle      | Ricky Martin     | Marti Pellow     | Gian Marco Schiaretti | Diego Andres Rodriguez |
| Perón           | Paul Jones      | Joss Ackland     | Bob Gunton      | Philip Quast    | Michael Cerveris | Matthew Cammelle | Kevin Stephen-Jones   | James Olivas           |
| Magaldi         | Tony Christie   | Mark Ryan        | Mark Syers      | Gary Milner     | Max von Essen    | Ben Forster      | Oscar Balmaseda       | Aaron Lee Lambert      |
| Amante de Perón | Barbara Dickson | Siobhán McCarthy | Jane Ohringer   | Lorna Want      | Rachel Potter    | Sarah McNicholas | Sarah O'Connor        | Bella Brown            |

### España
| Personaje       | Madrid (1980)      | Santa Cruz de Tenerife (2015) |
| Eva             | Paloma San Basilio | Inma Mira                     |
| Che             | Patxi Andión       | Jadel                         |
| Perón           | Julio Catania      | Fran León                     |
| Magaldi         | Tony Landa         | Árgel Campos                  |
| Amante de Perón | Montserrat Vega    | Míriam Reyes                  |

Reemplazos destacados en la producción española de 1980
- Che: Pablo Abraira
- Magaldi: Tony Cruz
- Amante de Perón: Faly Chacón

Reemplazos destacados en la producción española de 2015
- Perón: Ignasi Vidal

### México
| Personaje       | Ciudad de México (1981)        | Ciudad de México (1997) |
| Eva             | Valeria Lynch Rocío Banquells  | Rocío Banquells         |
| Che             | Jaime Garza Javier Díaz Dueñas | Luis Gatica             |
| Perón           | Jorge Pais                     | José Lavat              |
| Magaldi         | César Millán                   | Sergio Acosta           |
| Amante de Perón | Carmen Delgado                 | Perla Aguilar           |

## Grabaciones
Existen multitud de álbumes interpretados por los elencos de las diferentes producciones que se han estrenado a lo largo de todo el mundo, además de la banda sonora de la película de 1996 y numerosas grabaciones de estudio.
En español se han editado los discos de los montajes originales de Madrid y México, con Paloma San Basilio y Rocío Banquells respectivamente. También se puso a la venta un EP interpretado por Valeria Lynch, la otra Eva titular en la producción mexicana, con una selección de las canciones más representativas de la obra. Además, para promocionar el revival español de 2015, Inma Mira grabó el tema «You Must Love Me», que por primera vez fue adaptado al castellano.

## Premios y nominaciones

### Producción original del West End
| Año  | Premio        | Categoría                      | Nominado            | Resultado |
| ---- | ------------- | ------------------------------ | ------------------- | --------- |
| 1978 | Olivier Award | Mejor musical nuevo            | Mejor musical nuevo | Ganador   |
| 1978 | Olivier Award | Mejor intérprete en un musical | Elaine Paige        | Ganadora  |
| 1978 | Olivier Award | Mejor intérprete en un musical | David Essex         | Nominado  |
| 1978 | Olivier Award | Mejor dirección                | Harold Prince       | Nominado  |

### Producción original de Broadway
| Año  | Premio                               | Categoría                            | Nominado                       | Resultado |
| ---- | ------------------------------------ | ------------------------------------ | ------------------------------ | --------- |
| 1980 | Tony Award                           | Mejor musical                        | Mejor musical                  | Ganador   |
| 1980 | Tony Award                           | Mejor música original                | Andrew Lloyd Webber, Tim Rice  | Ganador   |
| 1980 | Tony Award                           | Mejor libreto de un musical          | Tim Rice                       | Ganador   |
| 1980 | Tony Award                           | Mejor actriz principal en un musical | Patti LuPone                   | Ganadora  |
| 1980 | Tony Award                           | Mejor actor de reparto en un musical | Bob Gunton                     | Nominado  |
| 1980 | Tony Award                           | Mejor actor de reparto en un musical | Mandy Patinkin                 | Ganador   |
| 1980 | Tony Award                           | Mejor dirección en un musical        | Harold Prince                  | Ganador   |
| 1980 | Tony Award                           | Mejor diseño de iluminación          | David Hersey                   | Ganador   |
| 1980 | Tony Award                           | Mejor diseño de escenografía         | Timothy O'Brien, Tazeena Firth | Nominados |
| 1980 | Tony Award                           | Mejor diseño de vestuario            | Timothy O'Brien, Tazeena Firth | Nominados |
| 1980 | Tony Award                           | Mejor orquestación                   | Larry Fuller                   | Nominado  |
| 1980 | Drama Desk Award                     | Mejor musical                        | Mejor musical                  | Ganador   |
| 1980 | Drama Desk Award                     | Mejores letras                       | Tim Rice                       | Ganador   |
| 1980 | Drama Desk Award                     | Mejor música                         | Andrew Lloyd Webber            | Ganador   |
| 1980 | Drama Desk Award                     | Mejor actor en un musical            | Mandy Patinkin                 | Nominado  |
| 1980 | Drama Desk Award                     | Mejor actriz en un musical           | Patti LuPone                   | Ganadora  |
| 1980 | Drama Desk Award                     | Mejor actor de reparto en un musical | Bob Gunton                     | Ganador   |
| 1980 | Drama Desk Award                     | Mejor dirección en un musical        | Harold Prince                  | Ganador   |
| 1980 | Drama Desk Award                     | Mejor coreografía                    | Larry Fuller                   | Nominado  |
| 1980 | Drama Desk Award                     | Mejor diseño de vestuario            | Timothy O'Brien, Tazeena Firth | Nominados |
| 1980 | Drama Desk Award                     | Mejor diseño de iluminación          | David Hersey                   | Nominado  |
| 1980 | Outer Critics Circle Award           | Mejor letrista                       | Tim Rice                       | Ganador   |
| 1980 | New York Drama Critics' Circle Award | Mejor musical                        | Mejor musical                  | Ganador   |

### Producción del West End de 2006
| Año  | Premio        | Categoría                   | Nominado                    | Resultado |
| ---- | ------------- | --------------------------- | --------------------------- | --------- |
| 2007 | Olivier Award | Mejor revival de un musical | Mejor revival de un musical | Nominado  |
| 2007 | Olivier Award | Mejor actor en un musical   | Philip Quast                | Nominado  |
| 2007 | Olivier Award | Mejor actriz en un musical  | Elena Roger                 | Nominada  |
| 2007 | Olivier Award | Mejor coreografía           | Rob Ashford                 | Nominado  |

### Producción de Broadway de 2012
| Año  | Premio           | Categoría                            | Nominado                    | Resultado |
| ---- | ---------------- | ------------------------------------ | --------------------------- | --------- |
| 2012 | Tony Award       | Mejor revival de un musical          | Mejor revival de un musical | Nominado  |
| 2012 | Tony Award       | Mejor actor de reparto en un musical | Michael Cerveris            | Nominado  |
| 2012 | Tony Award       | Mejor coreografía                    | Rob Ashford                 | Nominado  |
| 2012 | Drama Desk Award | Mejor revival de un musical          | Mejor revival de un musical | Nominado  |
| 2012 | Drama Desk Award | Mejor actor en un musical            | Ricky Martin                | Nominado  |
| 2012 | Drama Desk Award | Mejor actor de reparto en un musical | Michael Cerveris            | Nominado  |
| 2012 | Drama Desk Award | Mejor coreografía                    | Rob Ashford                 | Nominado  |
| 2012 | Drama Desk Award | Mejor diseño de iluminación          | Neil Austin                 | Nominado  |

### Producción española de 2015
| Año  | Premio                    | Categoría                     | Nominado        | Resultado |
| ---- | ------------------------- | ----------------------------- | --------------- | --------- |
| 2017 | Premio del Teatro Musical | Mejor coreografía             | Ezequiel Dibelo | Nominado  |
| 2017 | Premio del Teatro Musical | Mejor diseño de iluminación   | Juanjo Beloqui  | Nominado  |
| 2017 | Premio del Teatro Musical | Mejor maquillaje y peluquería | Geni Afonso     | Nominado  |
| 2017 | Premio del Teatro Musical | Mejor figurinista             | Leo Martínez    | Nominado  |
| 2017 | Premio del Teatro Musical | Mejor actor protagonista      | Inma Mira       | Nominado  |

### Producción del Regent's Park Open Air Theatre de 2019
| Año  | Premio                         | Categoría                   | Nominado                    | Resultado |
| ---- | ------------------------------ | --------------------------- | --------------------------- | --------- |
| 2019 | Critics' Circle Theatre Award  | Mejor dirección             | Jamie Lloyd                 | Ganador   |
| 2019 | Evening Standard Theatre Award | Mejor musical               | Mejor musical               | Ganador   |
| 2020 | Olivier Award                  | Mejor revival de un musical | Mejor revival de un musical | Nominado  |
| 2020 | Olivier Award                  | Mejor coreografía           | Fabian Aloise               | Nominado  |